# Sebastián Blanco
Sebastián Marcelo Blanco (ur. 15 marca 1988 w Lomas de Zamora) – argentyński piłkarz występujący najczęściej na pozycji prawego pomocnika, choć może grać praktycznie na każdej pozycji w pomocy.

## Kariera klubowa

### Lanús
Blanco zaczął trenować futbol już w wieku czterech lat i niebawem dołączył do zespołów juniorskich Lanús. W argentyńskiej Primera División zadebiutował w 2006 roku w spotkaniu z San Lorenzo. W wyjściowym składzie zaczął się pojawiać na boisku od sezonu Apertura 2007, podczas którego Lanús po raz pierwszy w historii został mistrzem Argentyny. Szybko został jedną z największych gwiazd drużyny. Brał udział w turniejach międzynarodowych, takich jak Copa Sudamericana i Copa Libertadores. Niebawem jego wysoka forma i wszechstronność przyniosły zainteresowanie włoskich zespołów: Sampdorii oraz S.S. Lazio. Zawodnik przedłużył jednak kontrakt ze swoim zespołem do końca sezonu 2011–2012. Jest uważany za jeden z największych talentów argentyńskiego futbolu.

### Metalist Charków
8 stycznia 2011 podpisał 5 letni kontrakt z ukraińskim klubem Metalist Charków.

### West Bromwich Albion F.C.
30 sierpnia 2014 przeszedł do West Bromwich Albion F.C..

## Kariera reprezentacyjna

### Dorosła reprezentacja
Sebastián Blanco został powołany przez selekcjonera Maradonę na towarzyski mecz z Panamą w maju 2009. Właśnie w tym meczu zaliczył swój debiut w Albicelestes, wchodząc na plac gry w drugiej połowie spotkania. W marcu 2010 znalazł się w szerokiej kadrze Argentyny na Mundial 2010. Diego Maradona postanowił jednak nie zabierać piłkarza na Mistrzostwa Świata.

## Statystyki kariery

### Klubowe
| Klub                                     | Sezon                                    | Kraj                                     | Rozgrywki                                | Liga  | Liga |
| Klub                                     | Sezon                                    | Kraj                                     | Rozgrywki                                | Mecze | Gole |
| ---------------------------------------- | ---------------------------------------- | ---------------------------------------- | ---------------------------------------- | ----- | ---- |
| Lanús                                    | 2010–2011                                | Argentyna                                | Primera División                         | 0     | 0    |
| Lanús                                    | 2009–2010                                | Argentyna                                | Primera División                         | 34    | 7    |
| Lanús                                    | 2008–2009                                | Argentyna                                | Primera División                         | 35    | 5    |
| Lanús                                    | 2007–2008                                | Argentyna                                | Primera División                         | 24    | 3    |
| Lanús                                    | 2006–2007                                | Argentyna                                | Primera División                         | 6     | 1    |
| Lanús                                    | 2005–2006                                | Argentyna                                | Primera División                         | 1     | 0    |
| Łącznie w argentyńskiej Primera División | Łącznie w argentyńskiej Primera División | Łącznie w argentyńskiej Primera División | Łącznie w argentyńskiej Primera División | 100   | 15   |

### Reprezentacyjne
| Reprezentacja | Rok  | Mecze | Gole |
| ------------- | ---- | ----- | ---- |
| Argentyna     | 2010 | 1     | 1    |
| Argentyna     | 2009 | 1     | 0    |

## Styl gry
Blanco jest typem nowoczesnego, kreatywnego prawego pomocnika. Posiada dobry drybling, przyspieszenie i kontrolę nad piłką. Największy potencjał prezentuje, występując na prawej lub lewej stronie pomocy - często szuka wolnego miejsca w narożniku boiska, a następnie precyzyjnie dośrodkowuje w pole karne. Potrafi dobrze wykonywać rzuty rożne. Jednym z jego największych atutów jest podejmowanie dobrych decyzji na boisku. Oprócz umiejętności boiskowych posiada również umiejętności mentalne - potrafi utrzymać morale w szatni i mimo zaledwie 21 lat był kapitanem szerokiej kadry reprezentacji Argentyny. Jest również trenerem kilku osiedlowych drużyn.

## Życie prywatne
Idol piłkarski Sebastiána to Pablo Aimar.